# 梁家滩关帝庙
梁家滩关帝庙是一座古建筑，建于清，位于山西省晋中市平遥县卜宜乡梁家滩村。
2016年1月21日，梁家滩关帝庙公布为平遥县文物保护单位，编号5-9。